# Brüggelekopf
Brüggelekopf är ett berg i Österrike.   Det ligger i distriktet Bregenz och förbundslandet Vorarlberg, i den västra delen av landet, 500 km väster om huvudstaden Wien. Toppen på Brüggelekopf är 1 182 meter över havet, eller 153 meter över den omgivande terrängen. Bredden vid basen är 1,8 km.
Terrängen runt Brüggelekopf är kuperad åt nordväst, men åt sydost är den bergig. Runt Brüggelekopf är det ganska tätbefolkat, med 144 invånare per kvadratkilometer.. Närmaste större samhälle är Dornbirn, 8,9 km väster om Brüggelekopf. 
I omgivningarna runt Brüggelekopf växer i huvudsak blandskog.